# Oxyodes billeti
Oxyodes billeti är en fjärilsart som beskrevs av De Joannis 1900. Oxyodes billeti ingår i släktet Oxyodes och familjen nattflyn. Inga underarter finns listade i Catalogue of Life.